# Protestantismus v Brazílii

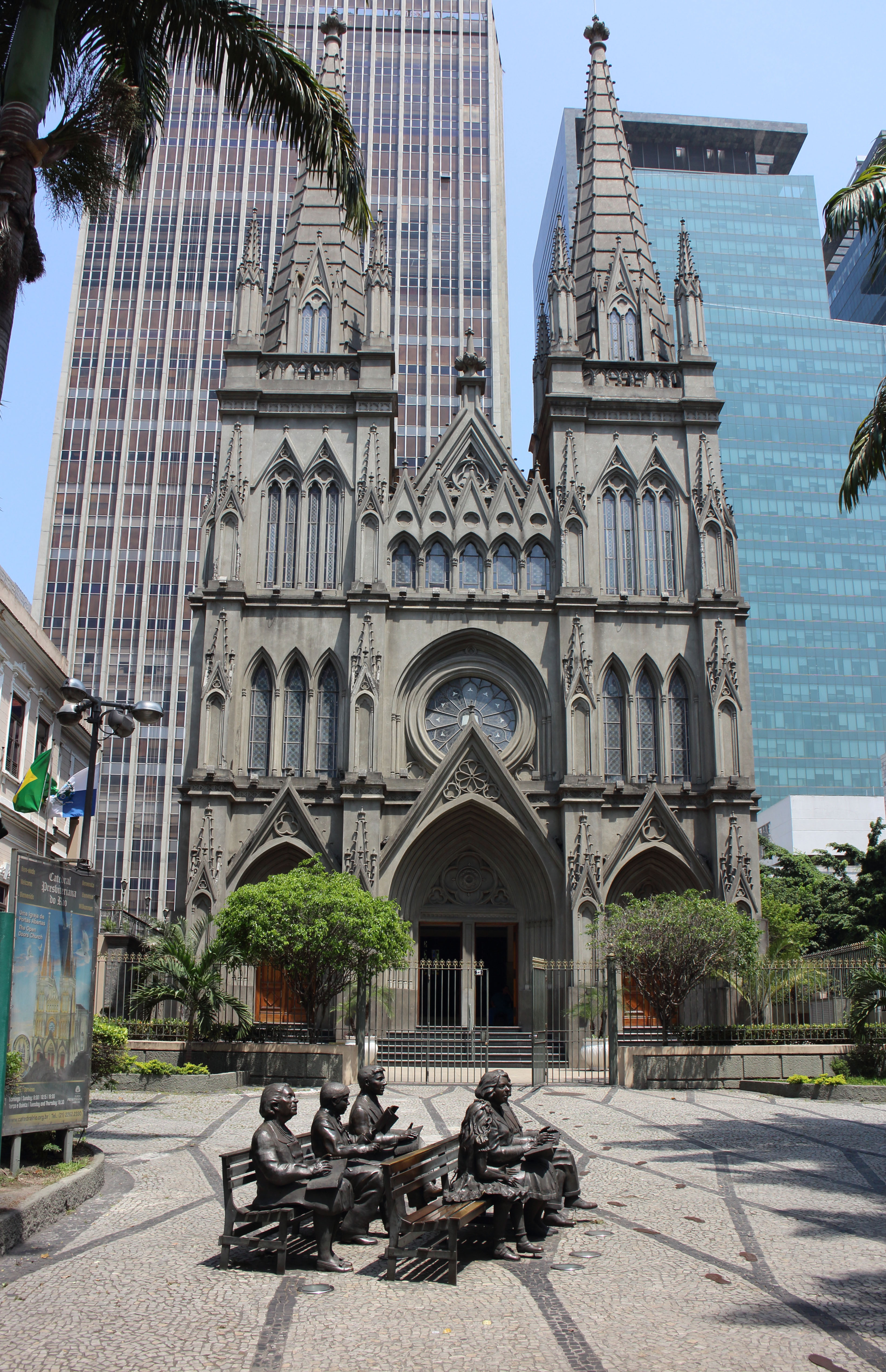
Presbyteriánská katedrála v Rio de Janeiru.

Protestantismus se v Brazílii začal rozšiřovat v 19. století a jeho vliv dále rostl ve 20. století. Sčítání lidu v roce 2010 uvedlo, že 22,2 % brazilské populace jsou protestanti. V roce 2020 toto číslo dle odhadů vzrostlo na 31 % populace, což znamená více než 65 milionů věřících. Díky tomu by Brazílie měla druhou největší protestantskou populaci v zemích Západního světa.
Brazilský protestantismus je primárně reprezentován evangelikálními a letničními církvemi, částečně pak baptisty. Zbylá část evangelické populace se hlásí k luteránství, adventismu, presbyteriánství či dalším hlavním protestantským směrům.
Od roku 2010 klesá počet katolíků v Brazílii v průměru o 1,2 % ročně, na druhou stranu počet evangelíků roste ve stejném časovém úseku průměrně o 0,8 %.